# النادي الرياضي المركزي
النادي الرياضي المركزي هو نادي كرة قدم برازيلي أٌسس عام 1919. يلعب النادي في الدوري البرازيلي الدرجة الرابعة.